# Момчилово
Момчилово (болг. Момчилово) — село в Болгарии. Находится в Варненской области, входит в общину Ветрино. Население составляет 198 человек.

## Политическая ситуация
В местном кметстве Момчилово, в состав которого входит Момчилово, должность кмета (старосты) исполняет Керанка Дянкова Петкова (Национальное движение «Симеон Второй» (НДСВ)) по результатам выборов правления кметства.
Кмет (мэр) общины Ветрино — Георги Димитров Андреев (Граждане за европейское развитие Болгарии (ГЕРБ)) по результатам выборов в правление общины.